# Der Stolz der Firma
Der Stolz der Firma ist eine frühe, deutsche Stummfilmkomödie von Carl Wilhelm aus dem Jahre 1914 mit Ernst Lubitsch in der Hauptrolle.

## Handlung
Siegmund Lachmann ist ein kleiner Angestellter mit zwei linken Händen. Als er eines Tages durch sein Ungeschick den Laden seines Chefs demoliert, feuert dieser ihn. Siegmund ist verzweifelt und spielt mit dem Gedanken, sich das Leben zu nehmen. Da es sich mit leerem Magen aber schlecht stirbt, beschließt er, vorher einen Happen zu essen. Danach geht‘s ihm sehr viel besser und alle Selbstmordgedanken sind wie verflogen. Jetzt fasst er einen ganz anderen Entschluss: Siegmund will zu neuen Ufern aufbrechen und in der großen Metropole Berlin sein Glück suchen und einen Neuanfang wagen.
Als Schlawiner, der er ist, gibt er – kaum in der Reichshauptstadt angekommen – vor, mehr zu sein als er tatsächlich ist. Ein edler Modesalon gibt ihm eine Chance und stellt ihn als einen seiner Verkäufer ein. Bald fliegen ihm, dem schüchternen aber gewitzten Gernegroß, die Herzen der weiblichen Angestellten zu. Auch die Tochter seines Chefs macht ihm Avancen, und Siegmund malt sich schon ein Leben als Schwiegersohn eines reichen Mannes in den schönsten Farben aus. Doch sein Chef ist nicht gerade begeistert von der Aussicht, Lachmann demnächst in der Familie begrüßen zu müssen. Und daher wird Siegmund wieder vor die Tür gesetzt. 
Siegmund, der ewigen Rückschläge überdrüssig, schlägt nun einen anderen Weg ein, um endlich Karriere zu machen und sein Glück zu finden. Er setzt eine Annonce in die Zeitung: „Einheirat in einen Modesalon gesucht“. Umso überraschter ist er, als ausgerechnet sein alter Chef sich auf diese Annonce meldet. Es dauert noch eine Weile, bis Siegmund schließlich die Dame seines Herzens erobert und die Bedenken seines Schwiegervaters in spe beseitigt hat.

## Produktionsnotizen
Der Stolz der Firma entstand im Frühsommer 1914 in dem Union-Film-Atelier in Berlin-Tempelhof. Der aus drei Akten und einem Epilog bestehende Film wurde am 30. Juli 1914 im U.T. Kurfürstendamm uraufgeführt (Pressevorstellung) und erlebte seinen Massenstart im Januar 1915. Zu diesem Zeitpunkt war der mitwirkende Schauspieler Victor Arnold bereits seit einem Vierteljahr tot.
Der große Publikumserfolg des ein halbes Jahr zuvor uraufgeführten Lustspiels Die Firma heiratet ließ in der produzierenden PAGU und in Regisseur Wilhelm den Entschluss reifen, mit weitgehend derselben Crew diesen ähnlich gelagerten Stoff Der Stolz der Firma zu drehen.

## Kritik
Der Film erfuhr von der Filmkritik seinerzeit eine recht freundliche Aufnahme und wurde oftmals als Weiterentwicklung bzw. inoffizielle Fortsetzung des kurz zuvor aufgeführten Wilhelm-Lubitsch-Lustspiels Die Firma heiratet verstanden.
In der Lichtbild-Bühne ist zu lesen: „Die Geschichte kann auch heißen: "Die Geschichte eines Lehrlings" oder "Die Firma heiratet" (II. Teil), denn wir sehen denselben Lehrling Siegmund Lachmann, der auch damals in der erfolgreichen Konfektions-Posse so souverain die Situation beherrschte: es war der tüchtige Ernst Lubitsch, der sich am Donnerstag in der Nacht vor einem Forum von 1000 Eingeladenen im Berliner U.T. in der Friedrichstraße verheiratet hat. – Walter Turszinsky und Jaques Burg haben unter der Regie von Carl Wilhelm den damaligen lustigen Faden 1500 m weiter gesponnen, und so zog denn in drei Akten und einem Epilog noch einmal all’ das Originelle und Charakteristische vor uns vorüber, was die um den Hausvoigteiplatz herum so interessant macht. Köstliche Zwischentitel geben der Sache die eigentliche Würze, und die von Herrn Direktor Glücksmann mit großem Geschick und Witz zusammengestellten köstlichen Musikideen unterstreichen noch sehr geschickt die lustige Chose, in der sich wieder (wie einst im Mai) die Flimmerkünstler Marthe Kriwitz, Victor Arnold und Albert Paulig um Lubitsch scharen, damit die Sache mit Talent, Laune und Geschmack gelingt.“
Der Kinematograph schrieb: „Die Posse bildet ein höchst amüsantes Gegenstück zu dem seinerzeit mit großem Beifall aufgenommenen Film "Die Firma heiratet". (...) Die Handlung ist überaus kurzweilig und reich an würzigen Pointen; die Darsteller haben sämtlich ihre Aufgabe ausgezeichnet gelöst und oft recht naturechte, oft auch karikaturhaft unterstrichene Typen aus dem Reiche Merkurs geschaffen. Besonders hervorgehoben sei Ernst Lubitsch in der Rolle des Lehrlings Siegmund Lachmann, der oft schallende Heiterkeit entfesselte.“
Der sowohl in Die Firma heiratet als auch in Der Stolz der Firma gesichtete, jiddische Humor ihrer deutsch-jüdischen Macher wurde im Nationalsozialismus erwartungsgemäß scharf kritisiert und in antisemitischem Duktus als den Deutschen „wesensfremd“ gegeißelt. Hierzu schrieb Oskar Kalbus 1935: 
„Ganz unverständlich dagegen muß uns heute erscheinen, daß das Kinopublikum in der schweren Zeit des Krieges einem Schauspieler zujubelte, der sich in jeder Situation mit uns wesensfremder Schnoddrigkeit benahm: Ernst Lubitsch. In dem Film „Die Firma heiratet“ (1914) steigt er, ein kleiner Provinzler, zu den schwindelnden Höhen der Konfektionsmacht auf, und in „Stolz der Firma“ (1914) verfolgen wir mit ihm die Laufbahn eines Lehrlings, der wiederum aus der Provinz in die Hauptstadt kommt und als vigilanter Kommis schließlich der Schwiegersohn des Herrn Chefs wird.“